# Рудник (Влощовський повіт)
Рудник (пол. Rudnik) — село в Польщі, у гміні Красоцин Влощовського повіту Свентокшиського воєводства.
У 1975-1998 роках село належало до Келецького воєводства.